# Inco
Inco  est une entreprise minière canadienne fondée en 1902 spécialisée dans l'extraction, la transformation et la distribution du nickel et du platine. Elle est considérée comme l'un des géants mondiaux dans le domaine du nickel. 
En 2006, Inco qui était cotée en bourse de Toronto sous le code N est rachetée par Vale.

## Historique
En avril 1902, la Canadian Copper Company opérant à Grand Sudbury devient une filiale de l’International Nickel Company. Cette dernière regroupe alors des producteurs de nickel des États-Unis, du Canada, de Grande-Bretagne et de Nouvelle-Calédonie : la Canadian Copper Company, l'Oxford Copper Company, l’Anglo-American Iron Company, la Vermilion Mining Company, l’American Nickel Works, la Nickel Corporation Limited et la Société Minière Calédonienne.
Elle est l'une des entreprises qui exploite à partir de 1935 des mines de nickel à Petsamo alors en Finlande.
Le 11 octobre 2005, pour la somme de 13 milliards de CAD, elle décide d'acheter Falconbridge, un concurrent direct. Si l'offre est approuvée par les autorités, cette entreprise sera le plus grand producteur de nickel au monde.
Le 14 mai 2006, devant le refus des actionnaires de Falconbridge, elle bonifie son offre à 19 milliards CAD.
Le 26 juin 2006, elle se propose de fusionner avec Phelps Dodge pour acheter Falconbridge dans le cadre d'une transaction estimée à 40 milliards USD. L'entité ainsi créée, nommée Phelps Dodge Inco, devrait être le plus important producteur mondial de nickel et le deuxième producteur mondial de cuivre. Sa valeur boursière est estimée à 56 milliards USD. Cette fusion permet aussi de repousser une OPA hostile de la part de Teck Cominco sur Inco.
Le 16 juillet 2006, pour contrer Xstrata, Inco et Phelps Dodge bonifient leur offre sur Falconbridge.
Le 30 août, Inco invite ses actionnaires à rejeter l'OPA hostile du Brésilien CVRD mais quelques jours plus tard, le 6 septembre, nouveau coup de théâtre, c’est le projet de mariage avec Phelps Dodge qui tombe à l'eau faute de soutien des actionnaires d'Inco.

## Activités au Guatemala
Inco est associé à des prises de terres de peuples premiers au Guatemala, en Nouvelle-Calédonie et en Indonésie. En 2006, Inco a été la seule société à être supprimée de l'index FTSE4GOOD pour « violations des droits de l'homme ».

## ProjetGoro Nickelen Nouvelle-Calédonie
Inco est en train de construire une usine hydrométallurgique près de la tribu de Goro en Nouvelle-Calédonie, c'est le projet « Goro Nickel » qui vise l'extraction de minerai et une production de nickel et cobalt dans le sud de la Nouvelle-Calédonie. L'actionnaire majoritaire en est CVRD-Inco Limited, qui est aussi le partenaire technologique. L'entreprise annonce 3 000 à 4 000 emplois permanents (dont 225 dans la mine elle-même).
Le démarrage progressif du complexe minier et industriel, actuellement en construction, débutera en 2009. Le projet utilisera pour le traitement du minerai une technologie avant-gardiste développée par Inco: cette quatrième génération du procédé hydrométallurgique permet de traiter de façon rentable la latérite à faible teneur en nickel, d'assurer une production à faible coût et de réduire l'impact de l'usine sur l'environnement.[réf. nécessaire]
Le gisement de nickel et de cobalt du plateau de Goro est l'un des plus importants au monde. Il permet de donner à Goro Nickel une capacité de production de 60 000 tonnes de nickel sous forme d’oxyde de nickel et de 4500 tonnes de cobalt sous forme de carbonate de cobalt.[réf. nécessaire]
Quelques chiffres :
- Début mise en service : début 2012
- Coût du projet : plus de 3,2 milliards US$
- Consommation énergétique réduite (50 MW)
- Capacité de production annuelle: 60.000 T de nickel et 4.500T de cobalt
- Aujourd’hui, Goro Nickel compte 500 salariés et en comptera 800 en phase de production.
- Plus de 2 000 emplois indirects sont attendus en phase d’exploitation.
- Plus de 4 000 personnes travaillent actuellement en Nouvelle-Calédonie pour le projet Goro Nickel dans sa phase de construction.

Le 21 novembre 2006, le tribunal de grande instance à Paris a reconnu l'existence d'un dommage imminent dû aux risques de pollution des eaux souterraines et du lagon.  Le tribunal a fait interdiction à Goro-Nickel de poursuivre le chantier de destruction massive à la Kwe dans un délai de 48 heures suivant la notification du jugement.